# Rohan Bopanna
Rohan Bopanna (Bangalore, 4 de març de 1980) és un jugador professional de tennis indi.
Ha destacat especialment en la categoria de dobles, on va arribar a ocupar el tercer lloc del rànquing el 22 de juliol de 2013, en canvi, individualment només va arribar al lloc 213 (2007). En el seu palmarès destaquen dos títols de Grand Slam, un Open d'Austràlia (2024) en dobles masculins i un Roland Garros (2017) en dobles mixts. També fou finalista en dobles masculins del US Open 2010, fent parella amb Aisam-ul-Haq Qureshi. Es va quedar a les portes d'una medalla olímpica en perdre en la final de consolació dels Jocs Olímpics de Rio de Janeiro 2016 en la prova de dobles mixts junt a Sania Mirza.
Forma part de l'equip indi de Copa Davis durant la tota la seva carrera esportiva i pràcticament durant vint anys.

## Biografia
Fill de M.G. Bopanna i Malika Bopanna, propietaris d'una plantació de cafè, té una germana més gran, i va estudiar a la Jain University. Va practicar diversos esports durant la seva adolescència com el futbol o l'hoquei sobre gespa però finalment es va decantar pel tennis. Fou entrenat per C.G. Krishna Bhupathi, pare del també tennista indi Mahesh Bhupathi.
Es va casar amb Supriya Annaiah l'any 2012 i es van establir a la seva ciutat natal, Bangalore. El matrimoni té una filla anomenada Tridha (2019). Coincidint amb el seu 36è aniversari, va inaugurar la Rohan Bopanna Tennis Academy a la mateixa ciutat.
Va engegar la campanya "Stop War Start Tennis" per superar les barreres polítiques mitjançant la pràctica de l'esport, i fou guardonat amb l'Arthur Ashe Humanitarian of the Year l'any 2010 junt al seu company, el paquistanès Aisam-ul-Haq Qureshi. Els beneficis obtinguts pel programa els destina a diverses organitzacions de beneficència de l'Índia, especialment destinades a mainada discapacitada.

## Torneigs de Grand Slam

### Dobles masculins: 3 (1−2)
| Resultat  | Núm. | Any  | Torneig          | Parella              | Oponents                        | Marcador       |
| --------- | ---- | ---- | ---------------- | -------------------- | ------------------------------- | -------------- |
| Finalista | 1.   | 2010 | US Open          | Aisam-ul-Haq Qureshi | Bob Bryan Mike Bryan            | 6−7(5), 6−7(4) |
| Finalista | 2.   | 2023 | US Open (2)      | Matthew Ebden        | Rajeev Ram Joe Salisbury        | 6−2, 3−6, 4−6  |
| Guanyador | 1.   | 2024 | Open d'Austràlia | Matthew Ebden        | Simone Bolelli Andrea Vavassori | 7−6(0), 7−5    |

### Dobles mixts: 3 (1−2)
| Resultat  | Núm. | Any  | Torneig              | Parella            | Oponents                         | Marcador          |
| --------- | ---- | ---- | -------------------- | ------------------ | -------------------------------- | ----------------- |
| Guanyador | 1.   | 2017 | Roland Garros        | Gabriela Dabrowski | Anna-Lena Grönefeld Robert Farah | 2−6, 6−2, [12−10] |
| Finalista | 1.   | 2018 | Open d'Austràlia     | Tímea Babos        | Gabriela Dabrowski Mate Pavić    | 6−2, 4−6, [9−11]  |
| Finalista | 2.   | 2023 | Open d'Austràlia (2) | Sania Mirza        | Luisa Stefani Rafael Matos       | 6−7(2), 2−6       |

## Palmarès

### Dobles masculins: 63 (26−37)
| Llegenda (pre/post 2009)                                 |
| -------------------------------------------------------- |
| Grand Slams (1−2)                                        |
| Tennis Masters Cup / ATP Finals (0−2)                    |
| ATP Masters Series / ATP World Tour Masters 1000 (6−8)   |
| ATP International Series Gold / ATP World Tour 500 (5−4) |
| ATP International Series / ATP World Tour 250 (14−21)    |

| Títols per superfície |
| --------------------- |
| Dura (22−25)          |
| Gespa (2−4)           |
| Terra batuda (2−8)    |

| Resultat  | Núm. | Data                   | Torneig                                    | Superfície   | Parella                | Oponents                                | Marcador               |
| --------- | ---- | ---------------------- | ------------------------------------------ | ------------ | ---------------------- | --------------------------------------- | ---------------------- |
| Finalista | 1.   | 9 de gener de 2006     | Chennai, Índia                             | Dura         | Prakash Amritraj       | Michal Mertiňák Petr Pála               | 2−6, 5−7               |
| Finalista | 2.   | 2 d'octubre de 2006    | Mumbai, Índia                              | Dura         | Mustafa Ghouse         | Mario Ančić Mahesh Bhupathi             | 4−6, 7−6(6), [8−10]    |
| Finalista | 3.   | 30 de setembre de 2007 | Mumbai (2)                                 | Dura         | Aisam-ul-Haq Qureshi   | Robert Lindstedt Jarkko Nieminen        | 6−7(3), 6−7(5)         |
| Finalista | 4.   | 13 de juliol de 2008   | Newport, Estats Units                      | Gespa        | Aisam-ul-Haq Qureshi   | Mardy Fish John Isner                   | 4−6, 6−7(1)            |
| Guanyador | 1.   | 10 d'agost de 2008     | Los Angeles, Estats Units                  | Dura         | Eric Butorac           | Travis Parrott Dušan Vemić              | 7−6(5), 7−6(5)         |
| Finalista | 5.   | 26 d'octubre de 2008   | Sant Petersburg, Rússia                    | Dura (i)     | Max Mirnyi             | Travis Parrott Filip Polášek            | 6−3, 6−7(4), [8−10]    |
| Finalista | 6.   | 15 de febrer de 2009   | San Jose, Estats Units                     | Dura (i)     | Jarkko Nieminen        | Tommy Haas Radek Štěpánek               | 2−6, 3−6               |
| Guanyador | 2.   | 7 de febrer de 2010    | Johannesburg, Sud-àfrica                   | Dura         | Aisam-ul-Haq Qureshi   | Karol Beck Harel Levy                   | 2−6, 6−3, [10−5]       |
| Finalista | 7.   | 11 d'abril de 2010     | Casablanca, Marroc                         | Terra batuda | Aisam-ul-Haq Qureshi   | Robert Lindstedt Horia Tecău            | 2−6, 6−3, [7−10]       |
| Finalista | 8.   | 22 de maig de 2010     | Niça, França                               | Terra batuda | Aisam-ul-Haq Qureshi   | Marcelo Melo Bruno Soares               | 6−1, 3−6, [5−10]       |
| Finalista | 9.   | 25 de juliol de 2010   | Atlanta, Estats Units                      | Dura         | Kristof Vliegen        | Scott Lipsky Rajeev Ram                 | 3−6, 7−6(4), [10−12]   |
| Finalista | 10.  | 28 d'agost de 2010     | New Haven, Estats Units                    | Dura         | Aisam-ul-Haq Qureshi   | Robert Lindstedt Horia Tecău            | 4−6, 5−7               |
| Finalista | 11.  | 13 de setembre de 2010 | US Open, Estats Units                      | Dura         | Aisam-ul-Haq Qureshi   | Mike Bryan Bob Bryan                    | 6−7(5), 6−7(4)         |
| Finalista | 12.  | 31 d'octubre de 2010   | Sant Petersburg (2)                        | Dura (i)     | Aisam-ul-Haq Qureshi   | Daniele Bracciali Potito Starace        | 6−7(6), 6−7(5)         |
| Guanyador | 3.   | 12 de juny de 2011     | Halle, Alemanya                            | Gespa        | Aisam-ul-Haq Qureshi   | Robin Haase Milos Raonic                | 7−6(8), 3−6, [11−9]    |
| Guanyador | 4.   | 23 d'octubre de 2011   | Estocolm, Suècia                           | Dura (i)     | Aisam-ul-Haq Qureshi   | Marcelo Melo Bruno Soares               | 6−1, 6−3               |
| Guanyador | 5.   | 13 de novembre de 2011 | París, França                              | Dura (i)     | Aisam-ul-Haq Qureshi   | Julien Benneteau Nicolas Mahut          | 6−2, 6−4               |
| Guanyador | 6.   | 3 de març de 2012      | Dubai, Emirats Àrabs Units                 | Dura         | Mahesh Bhupathi        | Mariusz Fyrstenberg Marcin Matkowski    | 6−4, 3−6, [10−5]       |
| Finalista | 13.  | 19 d'agost de 2012     | Cincinnati, Estats Units                   | Dura         | Mahesh Bhupathi        | Robert Lindstedt Horia Tecău            | 4−6, 4−6               |
| Finalista | 14.  | 14 d'octubre de 2012   | Xangai, Xina                               | Dura         | Mahesh Bhupathi        | Leander Paes Radek Štěpánek             | 7−9(7), 3−6, [5−10]    |
| Guanyador | 7.   | 4 de novembre de 2012  | París (2)                                  | Dura (i)     | Mahesh Bhupathi        | A-u-H. Qureshi Jean-Julien Rojer        | 7−6(6), 6−3            |
| Finalista | 15.  | 12 de novembre de 2012 | ATP World Tour Finals, Londres, Regne Unit | Dura (i)     | Mahesh Bhupathi        | Marcel Granollers Marc López            | 5−7, 6−3, [3−10]       |
| Guanyador | 8.   | 24 de febrer de 2013   | Marsella, França                           | Dura (i)     | Colin Fleming          | A-u-H. Qureshi Jean-Julien Rojer        | 6−4, 7−6(3)            |
| Finalista | 16.  | 19 de maig de 2013     | Roma, Itàlia                               | Terra batuda | Mahesh Bhupathi        | Mike Bryan Bob Bryan                    | 2−6, 3−6               |
| Guanyador | 9.   | 6 d'octubre de 2013    | Tòquio, Japó                               | Dura         | Édouard Roger-Vasselin | Jamie Murray John Peers                 | 7−6(5), 6−4            |
| Finalista | 17.  | 11 de gener de 2014    | Sydney, Austràlia                          | Dura         | Aisam-ul-Haq Qureshi   | Daniel Nestor Nenad Zimonjić            | 6−7(3), 6−7(3)         |
| Guanyador | 10.  | 1 de març de 2014      | Dubai (2)                                  | Dura         | Aisam-ul-Haq Qureshi   | Daniel Nestor Nenad Zimonjić            | 6−4, 6−3               |
| Finalista | 18.  | 24 de maig de 2014     | Niça (2)                                   | Terra batuda | Aisam-ul-Haq Qureshi   | Martin Kližan Philipp Oswald            | 2−6, 0−6               |
| Guanyador | 11.  | 17 de gener de 2015    | Sydney                                     | Dura         | Daniel Nestor          | Jean-Julien Rojer Horia Tecău           | 6−4, 7−6(5)            |
| Guanyador | 12.  | 28 de febrer de 2015   | Dubai (3)                                  | Dura         | Daniel Nestor          | Aisam-ul-Haq Qureshi Nenad Zimonjić     | 6−4, 6−1               |
| Finalista | 19.  | 12 d'abril de 2015     | Casablanca (2)                             | Terra batuda | Florin Mergea          | Rameez Junaid Adil Shamasdin            | 6−3, 2−6, [7−10]       |
| Guanyador | 13.  | 10 de maig de 2015     | Madrid, Espanya                            | Terra batuda | Florin Mergea          | Marcin Matkowski Nenad Zimonjić         | 6−2, 6−7(5), [11−9]    |
| Guanyador | 14.  | 14 de juny de 2015     | Stuttgart, Alemanya                        | Gespa        | Florin Mergea          | Alexander Peya Bruno Soares             | 5−7, 6−2, [10−7]       |
| Finalista | 20.  | 21 de juny de 2015     | Halle                                      | Gespa        | Florin Mergea          | Raven Klaasen Rajeev Ram                | 6−7(5), 2−6            |
| Finalista | 21.  | 22 de novembre de 2015 | ATP World Tour Finals, Londres (2)         | Dura (i)     | Florin Mergea          | Jean-Julien Rojer Horia Tecău           | 4−6, 3−6               |
| Finalista | 22.  | 16 de gener de 2016    | Sydney (2)                                 | Dura         | Florin Mergea          | Jamie Murray Bruno Soares               | 3−6, 6−7(6)            |
| Finalista | 23.  | 8 de maig de 2016      | Madrid                                     | Terra batuda | Florin Mergea          | Jean-Julien Rojer Horia Tecău           | 4−6, 6−7(5)            |
| Guanyador | 15.  | 8 de gener de 2017     | Chennai                                    | Dura         | Jeevan Nedunchezhiyan  | Purav Raja Divij Sharan                 | 6−3, 6−4               |
| Finalista | 24.  | 4 de març de 2017      | Dubai                                      | Dura         | Marcin Matkowski       | Jean-Julien Rojer Horia Tecău           | 6−4, 3−6, [3−10]       |
| Guanyador | 16.  | 23 de maig de 2017     | Montecarlo, Mònaco                         | Terra batuda | Pablo Cuevas           | Feliciano López Marc López              | 6−3, 3−6, [10−4]       |
| Finalista | 25.  | 1 de juliol de 2017    | Eastbourne, Regne Unit                     | Gespa        | André Sá               | Mike Bryan Bob Bryan                    | 7−6(4), 4−6, [3−10]    |
| Finalista | 26.  | 31 de juliol de 2017   | Toronto, Canadà                            | Dura         | Ivan Dodig             | P-H. Herbert Nicolas Mahut              | 4−6, 6−3, [6−10]       |
| Guanyador | 17.  | 29 d'octubre de 2017   | Viena, Àustria                             | Dura (i)     | Pablo Cuevas           | Marcelo Demoliner Sam Querrey           | 7−6(7), 6−7(4), [11−9] |
| Guanyador | 18.  | 5 de gener de 2019     | Poona (2)                                  | Dura         | Divij Sharan           | Luke Bambridge Jonny O'Mara             | 6−3, 6−4               |
| Finalista | 27.  | 16 de juny de 2019     | Stuttgart                                  | Gespa        | Denis Shapovalov       | John Peers Bruno Soares                 | 5−7, 3−6               |
| Guanyador | 19.  | 11 de gener de 2020    | Doha, Qatar                                | Dura         | Wesley Koolhof         | Luke Bambridge Santiago González        | 3−6, 6−2, [10−6]       |
| Finalista | 28.  | 25 d'octubre de 2020   | Anvers, Bèlgica                            | Dura (i)     | Matwé Middelkoop       | John Peers Michael Venus                | 3−6, 4−6               |
| Guanyador | 20.  | 9 de gener de 2022     | Adelaida, Austràlia                        | Dura         | Ramkumar Ramanathan    | Ivan Dodig Marcelo Melo                 | 7−6(6), 6−1            |
| Guanyador | 21.  | 6 de febrer de 2022    | Poona (3)                                  | Dura         | Ramkumar Ramanathan    | Luke Saville John-Patrick Smith         | 6−7(10), 6−3, [10−6]   |
| Finalista | 29.  | 19 de febrer de 2022   | Doha                                       | Dura         | Denis Shapovalov       | Wesley Koolhof Neal Skupski             | 6−7(4), 1−6            |
| Finalista | 30.  | 24 de juliol de 2022   | Hamburg, Alemanya                          | Terra batuda | Matwé Middelkoop       | Lloyd Glasspool Harri Heliövaara        | 2−6, 4−6               |
| Guanyador | 22.  | 2 d'octubre de 2022    | Tel-Aviv, Israel                           | Dura         | Matwé Middelkoop       | Santiago González Andrés Molteni        | 6−2, 6−4               |
| Finalista | 31.  | 23 d'octubre de 2022   | Anvers (2)                                 | Dura (i)     | Matwé Middelkoop       | Tallon Griekspoor B. van de Zandschulp  | 6−3, 3−6, [5−10]       |
| Finalista | 32.  | 19 de febrer de 2023   | Rotterdam, Països Baixos                   | Dura (i)     | Matthew Ebden          | Ivan Dodig Austin Krajicek              | 6−7(5), 6−2, [10−12]   |
| Guanyador | 23.  | 26 de febrer de 2023   | Doha (2)                                   | Dura         | Matthew Ebden          | Constant Lestienne B. van de Zandschulp | 6−7(5), 6−4, [10−6]    |
| Guanyador | 24.  | 19 de març de 2023     | Indian Wells, Estats Units                 | Dura         | Matthew Ebden          | Wesley Koolhof Neal Skupski             | 6−3, 2−6, [10−8]       |
| Finalista | 33.  | 7 de maig de 2023      | Madrid (2)                                 | Terra batuda | Matthew Ebden          | Karén Khatxànov Andrei Rubliov          | 3−6, 6−3, [3−10]       |
| Finalista | 34.  | 8 de setembre de 2023  | US Open (2)                                | Dura         | Matthew Ebden          | Rajeev Ram Joe Salisbury                | 6−2, 3−6, 4−6          |
| Finalista | 35.  | 15 d'octubre de 2023   | Xangai (2)                                 | Dura         | Matthew Ebden          | Marcel Granollers Horacio Zeballos      | 7−5, 2−6, [7−10]       |
| Finalista | 36.  | 6 de novembre de 2023  | París                                      | Dura (i)     | Matthew Ebden          | Santiago González É. Roger-Vasselin     | 2−6, 7−5, [7−10]       |
| Finalista | 37.  | 13 de gener de 2024    | Brisbane, Austràlia                        | Dura         | Matthew Ebden          | Rajeev Ram Joe Salisbury                | 5−7, 7−5, [9−11]       |
| Guanyador | 25.  | 26 de gener de 2024    | Open d'Austràlia, Austràlia                | Dura         | Matthew Ebden          | Simone Bolelli Andrea Vavassori         | 7−6(0), 7−5            |
| Guanyador | 26.  | 30 de març de 2024     | Miami, Estats Units                        | Dura         | Matthew Ebden          | Ivan Dodig Austin Krajicek              | 6−7(3), 6−3, [10−6]    |

#### Períodes com a número 1
| Núm. | Predecessor     | Dates                   | Successor       | Setmanes | Acumulat |
| ---- | --------------- | ----------------------- | --------------- | -------- | -------- |
| 1.   | Austin Krajicek | 29/01/2024 − 25/02/2024 | Austin Krajicek | 4        | 4        |
| 2.   | Matthew Ebden   | 04/03/2024 − 17/03/2024 | Austin Krajicek | 2        | 6        |
| 3.   | Austin Krajicek | 01/04/2024 − 14/04/2024 | Matthew Ebden   | 2        | 8        |

### Dobles mixts: 3 (1−2)
| Resultat  | Núm. | Data                | Torneig                     | Superfície   | Parella            | Oponents                         | Marcador          |
| --------- | ---- | ------------------- | --------------------------- | ------------ | ------------------ | -------------------------------- | ----------------- |
| Guanyador | 1.   | 31 de maig de 2017  | Roland Garros, França       | Terra batuda | Gabriela Dabrowski | Anna-Lena Grönefeld Robert Farah | 2−6, 6−2, [12−10] |
| Finalista | 1.   | 19 de gener de 2018 | Open d'Austràlia, Austràlia | Dura         | Tímea Babos        | Gabriela Dabrowski Mate Pavić    | 6−2, 4−6, [9−11]  |
| Finalista | 2.   | 27 de gener de 2023 | Open d'Austràlia (2)        | Dura         | Sania Mirza        | Luisa Stefani Rafael Matos       | 6−7(2), 2−6       |

## Trajectòria

### Dobles masculins
| Open d'Austràlia | A   | 3R    | 2R          | 1R          | 3R          | 3R    | 2R          | 3R          | 2R          | 3R    | 2R          | 3R          | 1R          | 1R          | 1R    | 1R    | 1R | G | 1 / 17    | 22 – 16   |
| Roland Garros | A   | 1R    | 1R          | 2R          | QF          | 1R    | 1R          | 2R          | 3R          | QF    | 3R          | QF          | 3R          | 1R          | QF    | SF    | 1R |   | 0 / 16    | 23 – 16   |
| Wimbledon | 1R  | 2R    | A           | QF          | 1R          | 2R    | SF          | 2R          | SF          | 3R    | 2R          | 2R          | 1R          | NC          | 1R    | A     | SF |   | 0 / 13    | 22 – 13   |
| US Open | A   | 1R    | A           | F           | SF          | 1R    | 3R          | 1R          | QF          | 2R    | 2R          | QF          | 3R          | QF          | 3R    | 1R    | F  |   | 0 / 15    | 30 – 15   |
| Jocs Olímpics | NC  | A     | No celebrat | No celebrat | No celebrat | 2R    | No celebrat | No celebrat | No celebrat | 1R    | No celebrat | No celebrat | No celebrat | No celebrat | A     | NC    | NC |   | 0 / 2     | 1 − 2     |
| ATP World Tour Finals | A   | A     | A           | A           | RR          | F     | A           | A           | F           | A     | A           | A           | A           | A           | A     | A     |    |   | 0 / 3     | 6 – 6     |
| Total Victòries–Derrotes                                                                                                   | 5−5 | 16−17 | 10−12       | 42−24       | 39−27       | 35−25 | 31−23       | 31−24       | 44−25       | 28−25 | 37−23       | 26−23       | 28−26       | 18−12       | 16−24 | 45−25 |    |   | 463 – 350 | 463 – 350 |
| Rànquing a final d'any | 66  | 78    | 83          | 16          | 11          | 12    | 13          | 30          | 9           | 28    | 18          | 37          | 38          | 39          | 43    | 19    |    |   |           |           |
| Llegenda: G: Guanyador; F: Finalista; SF: Semifinalista; QF: Quarts de final; Q: Qualificació; A: Absent; RR: Round Robin; |     |       |             |             |             |       |             |             |             |       |             |             |             |             |       |       |    |   |           |           |

### Dobles mixts
| Open d'Austràlia | A  | 1R | QF | QF          | QF          | 1R          | QF | QF          | F           | 1R          | QF          | 1R | 1R | F  | 2R | 0 / 14 | 21 – 14 |
| Roland Garros | A  | 1R | 1R | 1R          | QF          | 1R          | 2R | G           | 1R          | 1R          | NC          | A  | 2R |    |    | 0 / 10 | 9 – 10  |
| Wimbledon | 1R | QF | QF | QF          | 3R          | 2R          | 3R | QF          | A           | 2R          | NC          | 3R |    | 1R |    | 0 / 11 | 20 – 11 |
| US Open | 1R | 1R | 1R | 1R          | QF          | SF          | QF | QF          | 1R          | 2R          | NC          |    | 1R | 2R |    | 0 / 12 | 11 – 12 |
| Jocs Olímpics | NC | NC | A  | No celebrat | No celebrat | No celebrat | 4t | No celebrat | No celebrat | No celebrat | No celebrat | A  | NC | NC |    | 0 / 1  | 2 − 2   |
| Llegenda: G: Guanyador; F: Finalista; SF: Semifinalista; QF: Quarts de final; Q: Qualificació; A: Absent; RR: Round Robin; |    |    |    |             |             |             |    |             |             |             |             |    |    |    |    |        |         |